# 立川和四郎
立川 和四郎（たてかわ わしろう）は、江戸時代中期から信濃国（現在の長野県）諏訪郡を本拠地に活動した宮大工の名跡。江戸幕府作事方立川流の地方分流。

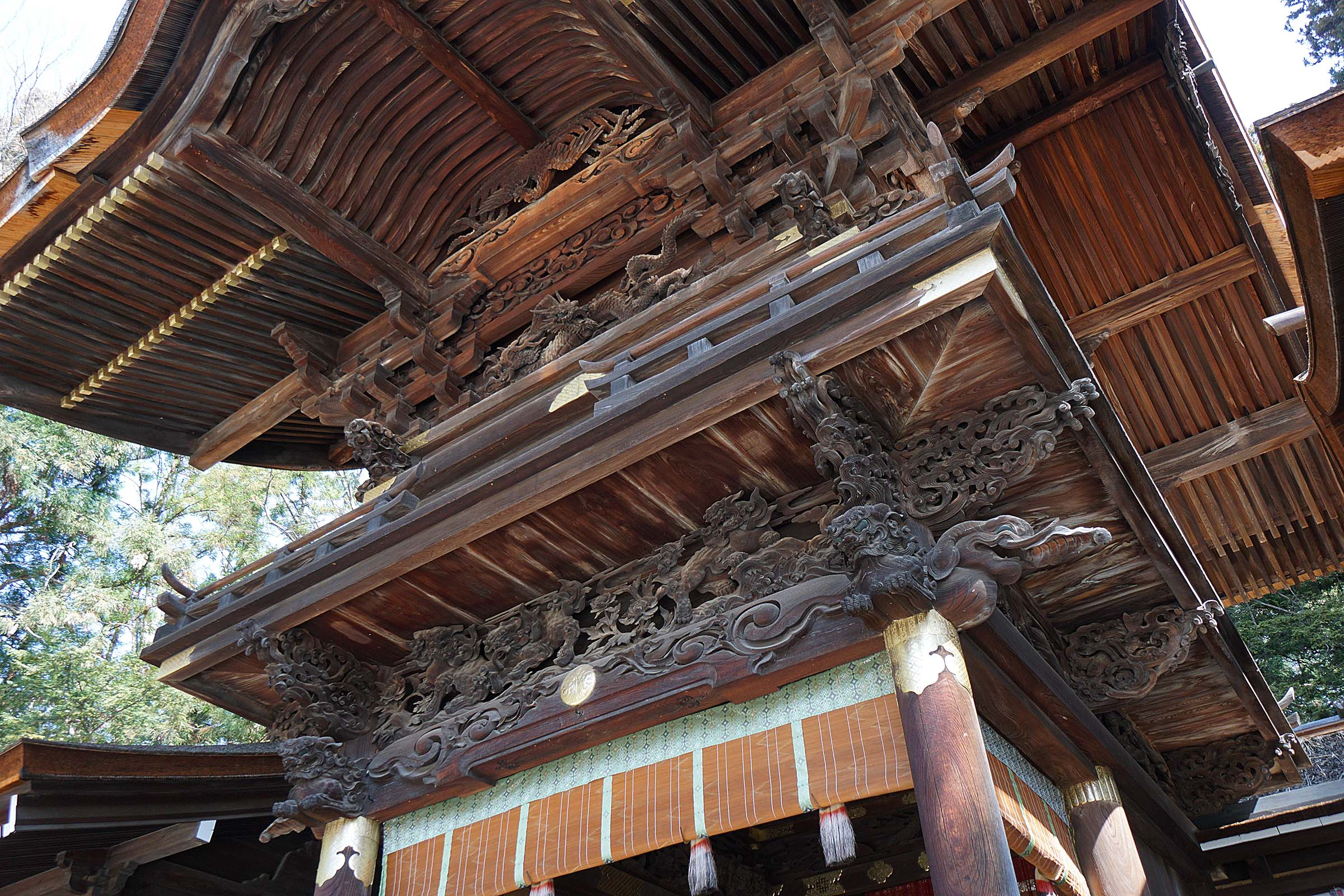
諏訪大社下社秋宮の幣拝殿の彫刻

初代富棟が、工房で彫刻を大量に作成して軸部完成後に運搬して取り付ける分業形態、施主の要望により彫刻をオプションとして付加する随意付加形式、事前にカタログを提示して請負契約をまとめる発注形式など、合理的に組織化された建築活動の基礎を構築し、短期間で多量の建築工事を可能とした。

## 立川和四郎歴代

### 初代和四郎富棟
延享元年（1744年）生まれ。文化4年（1807年）没。
信濃国諏訪郡高島城下の下桑原村(現在の諏訪市中心街あたり)に桶職人塚原忠右衛門泰義の次男として生まれ、江戸へ出て幕府作事方の立川小兵衛富房に奉公し、寺社建築を修行の末、「立川」の名乗りを許され、彫刻を中沢五兵衛に学んだ後、帰郷する。
安永3年（1774年）の惣持院、白岩観音堂（茅野市）を手始めに寺社建築と彫刻の制作を開始する。同9年（1780年）諏訪大社下社秋宮の幣拝殿（重要文化財）を建てて名声を高めると、寛政元年（1789年）に善光寺大勧進表門、享和2年（1802年）から一門で30年にわたり静岡浅間神社の彫刻を手掛けた。一門の得意とする竜彫刻の繋虹梁は享和元年（1801年）の伊那郡長岡神社（箕輪町）以後に採用された。

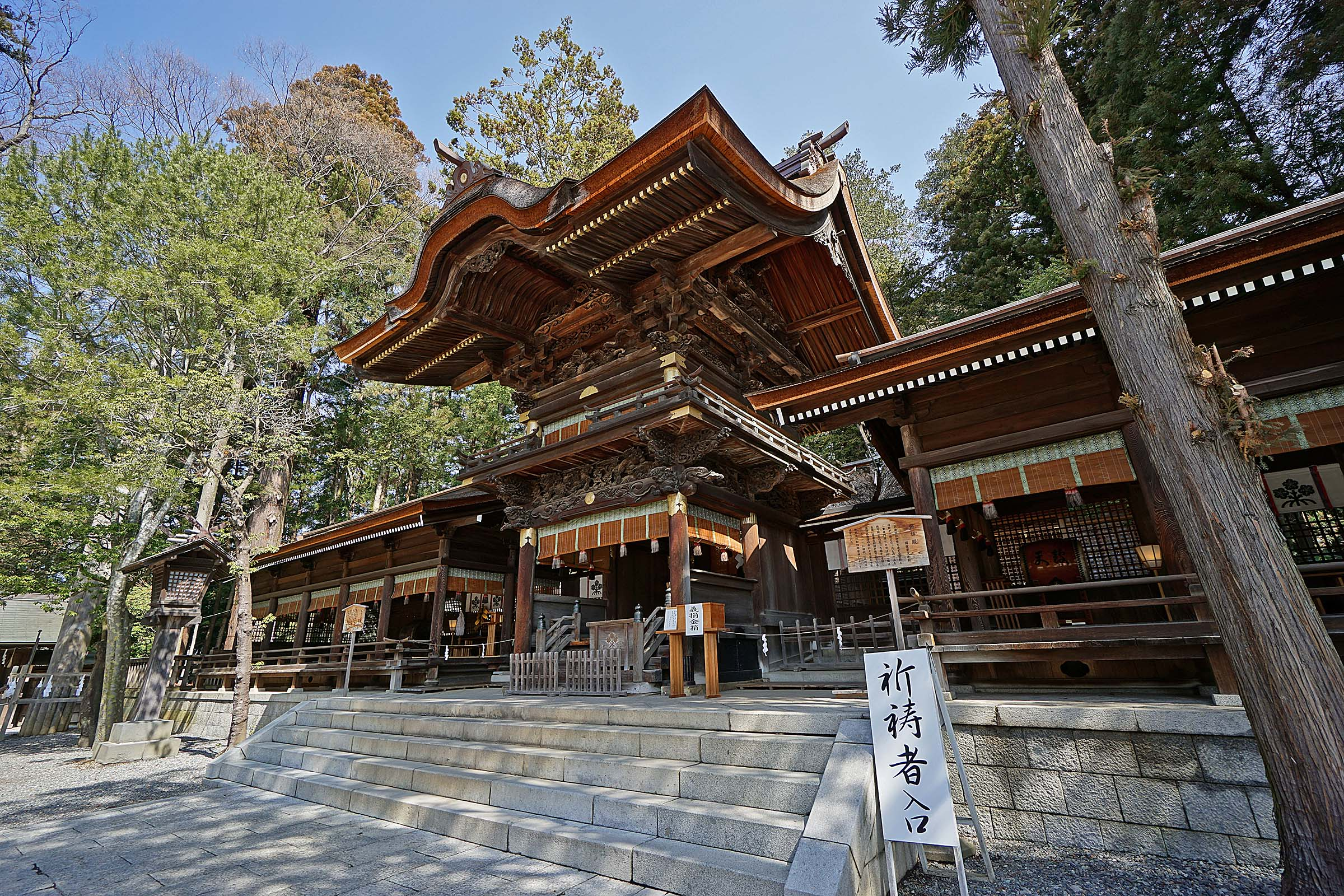
諏訪大社下社秋宮の幣拝殿

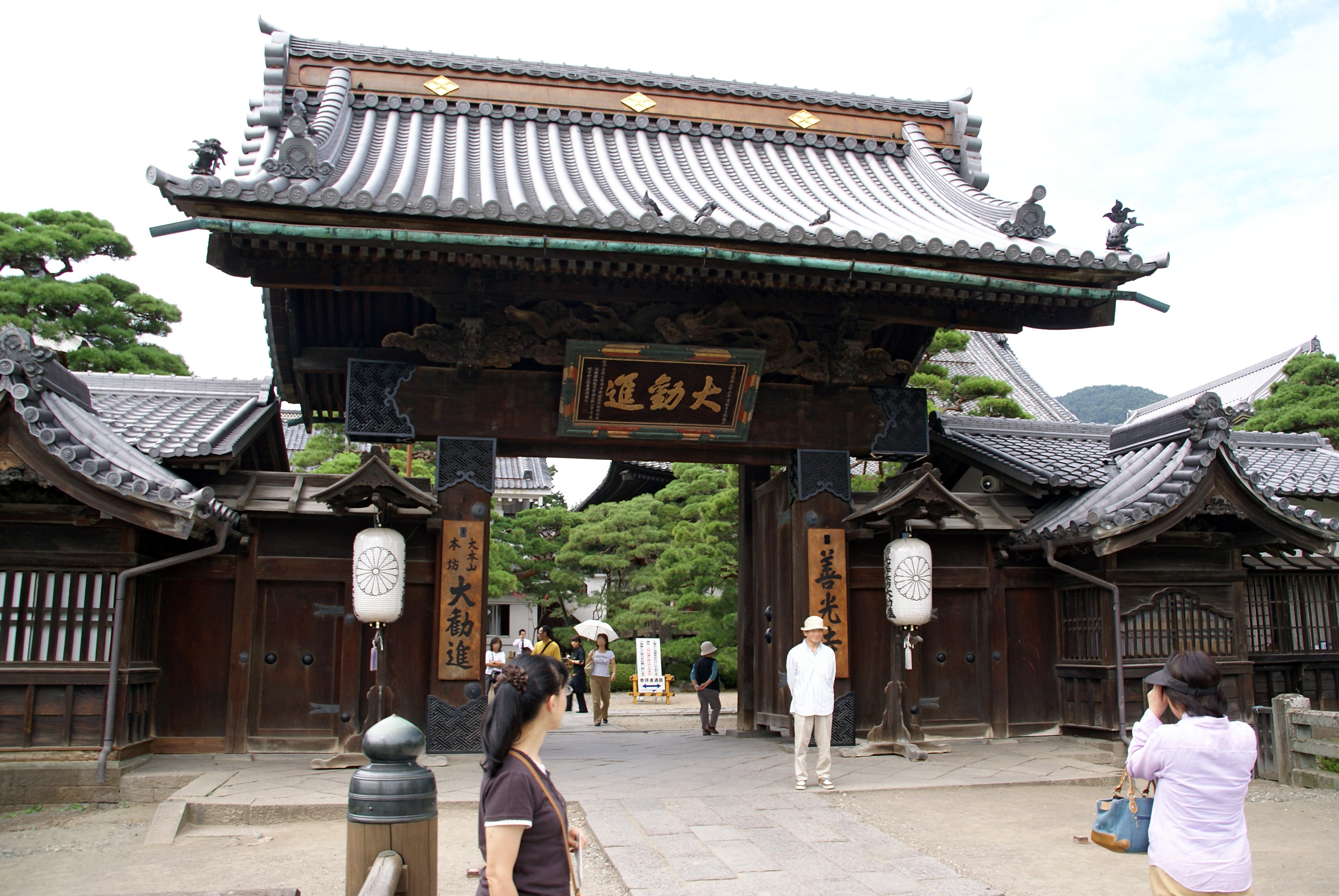
善光寺大勧進表門

### 二代目和四郎富昌
天明2年（1782年）生まれ。安政3年（1856年）没。

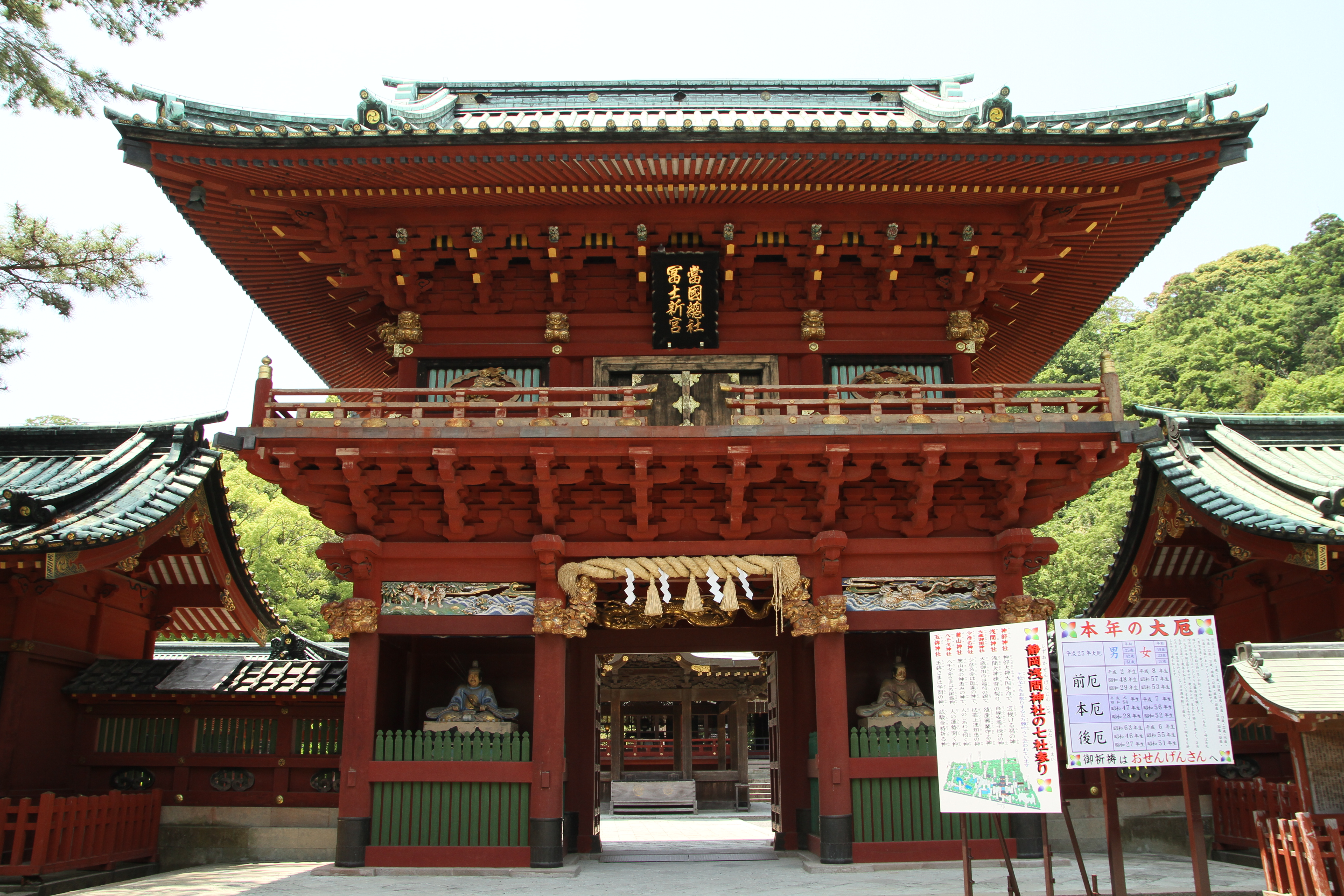
静岡浅間神社楼門「虎の子渡し」

先代の長男として生まれる。当初は和蔵富興を名乗り、先代没後に二代目和四郎富昌を襲名する。諏訪大社本宮幣殿や同拝殿（重要文化財）を手掛けたほか、信濃国内にとどまらず、関東地方から近畿地方にかけて幅広く活動し、下総国千葉神社や江戸小石川白山神社の建築、京都御所御門の彫刻などを担当した。彫刻では「粟穂に鶉」「波に千鳥」「雛と親鳥」などを得意とし、欄間や置物の彫刻は富昌の次男・三代目和四郎富種やその弟子達に受け継がれた。中でも安曇野の立川豊八は諏訪立川流を受け継いだ著名な弟子のひとりである。

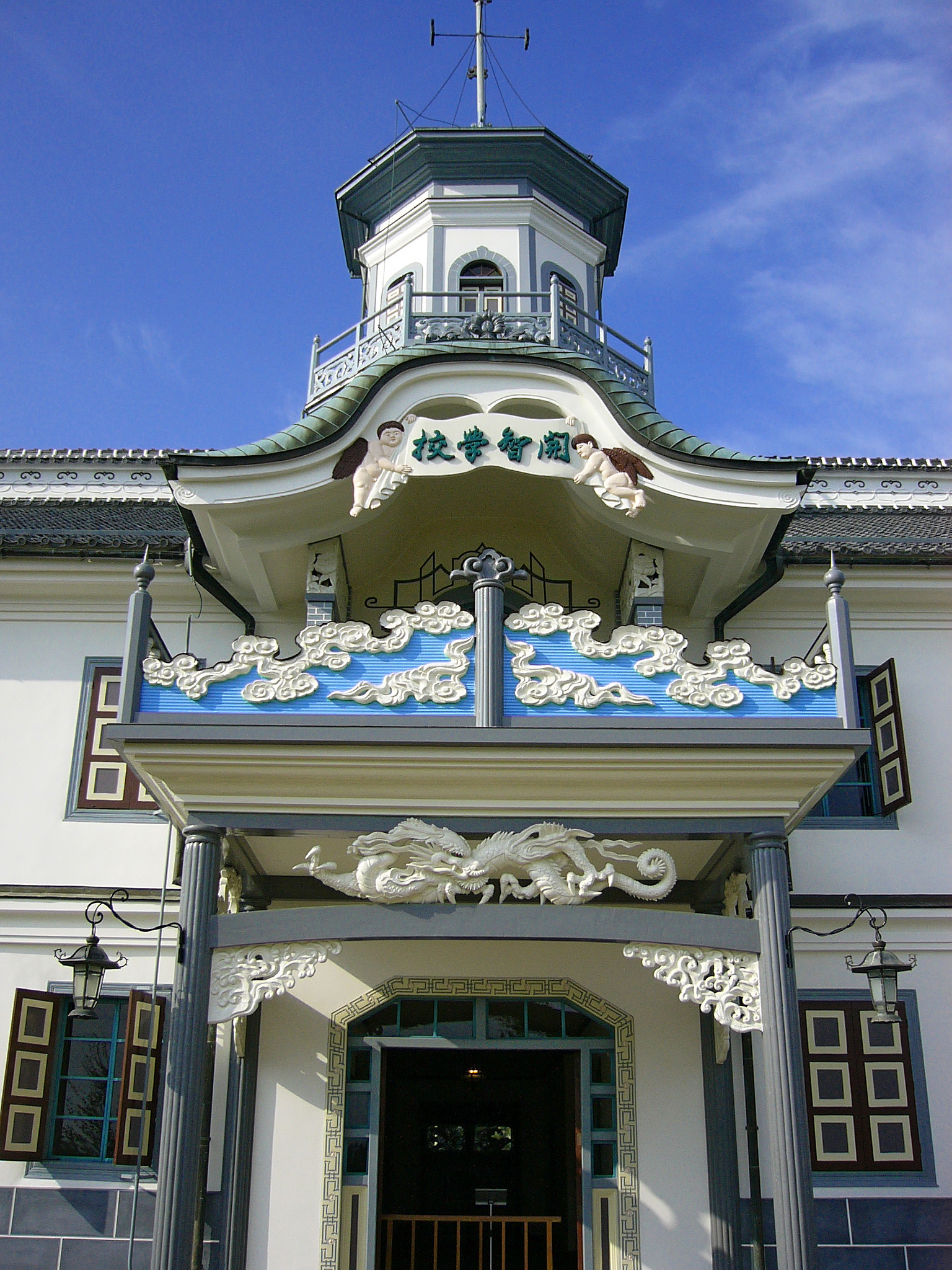
旧開智学校　三代目和四郎富種の弟子､原田蒼渓の彫刻

## 彫刻を手掛けた主な寺社
- 手長神社(諏訪市) - 立川和四郎のふるさと旧下桑原村にある神社
- 大天白社(茅野市)
- 頼岳寺(茅野市)
- 光徳寺 (長野県立科町)
- 須須岐水神社 (千曲市)
- 武水別神社(千曲市)
- 専称寺 (松本市)
- 浄林寺(松本市)
- 無極寺 (松本市)
- お船祭り (須々岐水神社)(松本市) - 山車の彫刻が、立川流
- 永福寺 (塩尻市)
- 松林寺 (塩尻市)
- 小野神社・矢彦神社(塩尻市と辰野町)
- 愛宕稲荷神社(飯田市)
- 常楽寺 (中野市)
- 穴切大神社(甲府市)
- 大船神社 (恵那市)
- 登渡神社(千葉市)
- 秋葉山本宮秋葉神社(浜松市)
- 豊川稲荷(豊川市)
- 深川神社(瀬戸市)
- 石取祭(桑名市)